# JUNICHI
JUNICHI (1989年9月17日-)は、大阪市出身、兵庫県西宮市在住の現代美術家。本名、小野純一。
shape of life-いのちのかたち-をコンセプトに作品制作を続けている。自然界に同じものが存在しないように、JUNICHIの描く線はどこか植物に似て、少しエッジの効いた美しい線が印象的です。
8歳の時、大阪中津カンテ・グランデ・ギャラリーで初個展を開催。10歳で初作品集「JUNICHI」をマガジンハウスより出版。国内だけでなく、アメリカ合衆国ニューヨーク州マンハッタンで個展[Jun-ichi and Friend]、韓国ソウル市で個展[Friend]を開催した。ニューヨークのツインタワーテロ後に平和のためのチャリティー個展活動をスタートさせる。
2000年阪神淡路大震災復興キャンペーンのメインビジュアル&CMアニメを制作。2005年3月長野県で開催された日本で初めてのスペシャルオリンピックス（SO）冬季世界大会のサポートアーティストを15歳で務めた。2007年9月ルイ・ヴィトン（LOUIS VUITTON）にアジア・スーパーアーティストとして選ばれ、パリに招かれる。銀座並木通り店にてスペシャル・インスタレーション「beautiful people」ー美しいものを作る人は美しいーを開催した。大阪国際女子マラソンには2001年からオープニングイラストの制作に参加、2004年から公式ポスター&メインビジュアルを制作（2018年まで参加）。2015年7月、日本郵便がJUNICHI ART切手を制作。アーティストの地元、西宮と芦屋のみ限定販売された。2016年よりNHK朝のニュース「おはよう関西」のオープニングアニメの原画を制作。2018年、大阪市北区に高さ30mの壁画「苔玉」を制作、大阪の新しいランドマークとなる。大手企業の広告＆CMなどのメインビジュアルを多数手がける。香川県小豆島醤の郷現代美術館に壁画「森とともに」を描く。※活動歴は一部割愛させていただいています。
環境や平和チャリティ活動にも力を注いでいる。